# Festival international du film de Locarno 2004
Le Festival international du film de Locarno 2004 (57e festival) s'est déroulé du 4 au 14 août 2004. 18 longs métrages étaient en compétition.

## Hommages
Un hommage a été rendu à Marlon Brando, quant au Léopard d'honneur il a été attribué à Ermanno Olmi.

## Jury
Olivier Assayas, Udo Kier, à compléter.

## Palmarès
- Léopard d'or : Private de Saverio Costanzo
- Léopard d'argent : En Garde (de) d'Ayşe Polat (tr)
- Prix d'interprétation masculine : Mohammad Bakri pour son rôle dans Private
- Le prix spécial du jury : Tony Takitani de Jun Ichikawa
- Léopard d'argent de la Meilleure première ou deuxième œuvre : Dastan Natanam de Hassan Yektapanah (fa)